# Chochos
Els chochos, també anomenats chuchons, chochons, chocholtecos, chocholteques o Runixa ngiigua en chocho, que significa "els que parlen l'idioma", són un poble indígena de Mèxic que està situat a la mixteca alta, a l'estat d'Oaxaca, Mèxic. Els espanyols els anomenaren "chochos" i "chochones" terme derivat de l'exònim nàhuatl chochon (plural chochontin). El terme mixteca per a referir-se als chochos és tay tocuii (també pronunciat tocuij o tocuiy).

## Territori
En l'actualitat els chochos se situen a La Mixteca, en una microregió formada per tretze municipis del districte de Coixtlahuaca: Tepelmeme Villa de Morelos, Concepción Buenavista, San Juan Bautista Coixtlahuaca, Santa Cruz Calpulalpam, San Miguel Tequistepec, Santiago lhuitlán Plumas, Santa María Nativitas, San Miguel Tulancingo, Santa Magdalena Jicotlán, San Francisco Teopan, San Cristóbal Suchixtlahuaca, Tlacotepec Plumas, San Mateo Tlapiltepec, i Santiago Tepetlapa, i quatre del districte de Teposcolula: Teotongo, La Trinitat Vesteixi Bella, San Antonio Acutla i San Pedro Nopala. El territori ocupat pels 17 municipis es troba en la part nord de la subregió Mixteca Alta, que integren els districtes de Coixtlahuaca, Teposcolula, Tlaxiaco i Nochixtlán

## Història
En l'època prehispànica, els pobles de Coixtlahuaca van ser densament poblats, en alguns d'ells hi convivien parlants de diverses llengües indígenes. La vall de Coixtlahuaca l'integraven chochos, mixteques i ixcateques.
Fa 2.500 anys, la vall de Tehuacán també era ocupada per parlants de chocho-popoloca; el territori es va reduir fa 1.000 anys, aproximadament, per l'expansió dels nàhues cap al sud i dels mixteques cap al nord.
Coixtlahuaca va tenir la seva major esplendor cap a mitjan segle xv, època en la qual acudien al mercat d'aquest lloc comerciants de la Costa, del Golf de Mèxic i de l'Altiplà Central, la qual cosa indica la importància que va tenir en aquest temps. Alfonso Caso, en referir-se a la regió de Coixtlahuaca, sosté que aquesta era l'hàbitat dels chochos o popoloques de Puebla.
Durant el segle xvi, després de la Conquista, la població indígena va disminuir considerablement a causa de la fam, el treball excessiu al fet que van ser sotmesos i les epidèmies de verola en 1520 i 1593, de xarampió en 1531, i tifus en 1576. La població chocholteca es va veure afectada a tal grau que, en 1597, només quedava la meitat de tributaris als pobles de Coixtlahuaca

## Religió
Originalment la població chocholteca creia en un Déu de l'Univers, se li denominava Da'aní ndiú naa'rjuí, que vol dir el nostre Pare Déu de l'Univers o del Cel i també es diu: Da'andiú que és igual al Pare de Déu, o simplement ndiú que significa Déu. A l'arribada dels frares dominics (1550), es va incrementar la conversió de la població a la religió catòlica.
Els chochos, com la majoria dels grups indígenes de Mèxic, han estat influenciats en tots els aspectes de la seva vida per la religió catòlica. Només conserven alguns elements relacionats amb la seva antiga religió, com el de formar munts cònics de pedres, que són col·locats pels viatgers en els camins que uneixen als pobles chochos. La raó d'aquest costum és la creença que si surten de viatge i no col·loquen aquestes pedres, no tornaran al seu poble. És comú també sentir parlar de remeiers en alguns pobles chochos, que realitzen diversos treballs per guarir malalts i s'assegura que invoquen els esperits dels seus antics déus.
La religió que professen els chochos és una mescla de catolicisme i de religiositat prehispànica, predominant de manera clara la primera, ja que els esdeveniments més importants de la seva vida i les seves cerimònies com el baptisme, la comunió i els auxilis espirituals en cas de mort són ritus catòlics.